# Formicini
Formicini — триба мурах підродини Formicinae.

## Опис
Середнього розміру мурахи (близько 1 см). Мають складну поведінку, тісний трофобіоз з попелицями. Мандибули з 5—10 зубцями. Третій від вершини зубець мандибул зазвичай скорочений. Максилярні полапки в самиць, робітників і самців складаються з 6 члеників, а лабіальні — з 4 (у видів Polyergus формула полапків редукована до 4,3 або 4,2). Місця прикріплення вусиків знаходяться у заднього краю лиштви. Вусики 12-членикові у самиць і робітників та 13-членикові у самців

## Роди
Триба містить близько 350 видів у 8 сучасних родах:
- Formicini Latreille, 1809
  - Alloformica Dlussky, 1969
  - Bajcaridris Agosti, 1994
  - Cataglyphis Foerster, 1850
  - †Cataglyphoides Dlussky, 2008
  - †Conoformica Dlussky, 2008
  - Formica Linnaeus, 1758
  - Iberoformica Tinaut, 1990
  - Polyergus Latreille, 1804
  - Proformica Ruzsky, 1902
  - †Protoformica Dlussky, 1967
  - Rossomyrmex Arnol'di, 1928